# Jazzkongen
Jazzkongen (originaltitel King of Jazz) er en amerikansk farvefilm fra 1930, med Paul Whiteman og hans orkester. På det tidspunkt hvor filmen blev lavet, betød "jazz" for den brede befolkning den jazz-inspirerede synkoperede dansemusk, som blev hørt overalt på grammofonplader og gennem radioudsendelser.
I 1920'erne hyrede Whiteman hvide jazzmusikere, herunder Joe Venuti og Eddie Lang (begge er med i filmen) Bix Beiderbecke (som forlod orkestret inden indspilningen begyndte), Frank Trumbauer og andre.
Hele Jazzkongen blev filmet i Technicolor og blev produceret af Carl Laemmle Jr. for Universal Pictures.
Filmen havde flere sange, sunget foran kameraet af Rythm Boys (Bing Crosby, Al Rinker og Harry Barris).
I 2013 blev filmen udvalgt til bevarelse af US National Film Registry af Library of Congress da den anses for at være "kulturelt, historisk eller æstetisk signifikant".
Herman Rosse fik en Oscar for bedste scenografi for sit arbejde med filmen.

## Eksterne Henvisninger
- Jazzkongen på Internet Movie Database (engelsk)
- Jazzkongen på Filmdatabasen
- Jazzkongen i Svensk Filmdatabas (svensk)
- Jazzkongen på MovieMeter (nederlandsk)
- Jazzkongen på AllMovie (engelsk)
- Jazzkongen hos American Film Institute (engelsk)
- Jazzkongen på Turner Classic Movies (engelsk)
- Jazzkongen på The Movie Database (engelsk)
- Jazzkongen på Rotten Tomatoes (engelsk)
- Jazzkongen på Filmaffinity (engelsk)